# 847 Agnia
847 Agnia è un asteroide della fascia principale del diametro medio di circa 28,04 km. Scoperto nel 1915, presenta un'orbita caratterizzata da un semiasse maggiore pari a 2,7858155 UA e da un'eccentricità di 0,0930830, inclinata di 2,48241° rispetto all'eclittica.
Il suo nome è in onore di Agnia Ivanovna Bad'ina, una fisica russa.